# Els 37's
"Els 37's" (títol original en anglès "The 37's") és el primer episodi de la segona temporada i el 17è del total de la sèrie de televisió de ciència-ficció estatunidenca Star Trek: Voyager.  A causa dels diferents calendaris d'estrena, també es va estrenar com a episodi final de la primera temporada en altres països. L'episodi es va emetre el 28 d'agost de 1995 a UPN. Dirigit per James L. Conway, va ser escrit pels productors Jeri Taylor i Brannon Braga. Originalment estava pensat per ser un episodi de dues parts per fer de pont entre la primera i la segona temporada, i posteriorment es va reescriure per ser una sola part. A causa de canvis tardans a l'acte final de l'episodi, no es van poder completar els efectes especials de les ciutats dels colons, cosa que va descontentar Braga i el creador de la sèrie Michael Piller.
Ambientada al segle XXIV, la sèrie segueix les aventures de la tripulació de la Flota Estel·lar i els Maquis de la nau estel·lar USS Voyager després de quedar encallats al Quadrant Delta lluny de la resta de la Federació. En aquest episodi, En aquest episodi, la tripulació de la Voyager descobreix un grup d'humans, incloent-hi Amelia Earhart (Sharon Lawrence), que van ser segrestats de la Terra el 1937.
Lawrence va ser escollida com a Amelia Earhart després d'haver treballat anteriorment amb el director de càsting de la Voyager a NYPD Blue. L'episodi mostra la primera vegada que una nau estel·lar de la Federació aterra a la superfície d'un planeta. Es van utilitzar imatges generades per ordinador per mostrar com es despleguen els puntals d'aterratge i es van afegir peus al model de la Voyager per al rodatge; tanmateix, l'equip de producció no estava satisfet amb aquests elements i els va tapar durant el rodatge. L'episodi va rebre una puntuació Nielsen del 7,5%, i va rebre una resposta mixta per part dels crítics. Entre les crítiques hi havia la densitat de les idees de l'episodi i l'aparició artificiosa d'Earhart. També es va dir que es va redimir per les vinyetes que mostren la tripulació discutint si abandonar la nau, i que l'episodi contenia una "poderosa narrativa feminista".

## Argument
A la data estel·lar 48975.1, la tripulació de l’USS Voyager segueix un antic SOS fins a un planeta de classe L la interferència atmosfèrica del qual requereix l'aterratge de la nau per investigar. A la superfície, la Capitana Janeway (Kate Mulgrew) lidera un equip per descobrir la font de la transmissió: un Lockheed Model 10 Electra amb un generador alienígena afegit per mantenir el SOS. Unint-se a l'equip del comandant Chakotay (Robert Beltran), la tripulació troba una "cambra de criòstasi" que conté vuit humans preservats des de la dècada de 1930, incloent-hi Amelia Earhart (Sharon Lawrence) i el seu navegador, Fred Noonan (David Graf).
Després de la reanimació, Noonan utilitza una pistola per retenir com a ostatges els oficials de la "Voyager", sense creure la seva història i insistint a parlar amb J. Edgar Hoover. Janeway parla amb Earhart i explica la seva importància per a la història humana i per a la mateixa Janeway; Earhart, com a cap de Noonan, li diu que cooperi, i alguns d'ells surten de les coves. A l'exterior, esclata un tiroteig entre l'equip de la "Voyager" i tres figures encaputxades. Janeway flanqueja els atacants i els desarma; Són humans i se sorprenen que Janeway també ho sigui. Havien assumit que la «Voyager» era una nau pertanyent a una espècie alienígena anomenada Briori.
Janeway s'assabenta que els Briori van visitar la Terra el 1937 i van segrestar uns 300 humans, portant-los al Quadrant Delta per utilitzar-los com a esclaus. Els humans més tard es van rebel·lar amb èxit contra els Briori, que van fugir i mai van tornar. Quinze generacions més tard, hi ha més de 100.000 humans vivint en tres ciutats del planeta. Els últims vuit humans no reviscuts en criòstasi eren creguts morts pels altres, que van arribar a venerar «els 37» com a «monuments als seus avantpassats».
Els colons no poden oferir la tecnologia Briori que els va portar allà, ja que els seus avantpassats van desmantellar la nau alienígena fa molt de temps, però sí que ofereixen acceptar qualsevol membre de la tripulació de la «Voyager» a la seva societat. Janeway s'enfronta, doncs, a una crisi de consciència sobre si pot condemnar els 152 membres de la tripulació de la "Voyager" al viatge de 70 anys de tornada a casa a la Terra. Tot i això, si es presenta l'elecció a la tripulació i només alguns decideixen continuar, la nau no pot tenir menys de 100 tripulants. Mentrestant, Earhart diu que, per molt que admiri la "Voyager" i anheli aprendre'n més, ella i els altres 37 senten una afinitat més forta amb la gent del planeta i tots s'hi quedaran. Al final, Janeway permet que la seva tripulació decideixi per si mateixa, i tots opten per quedar-se a bord.

## Escriptura

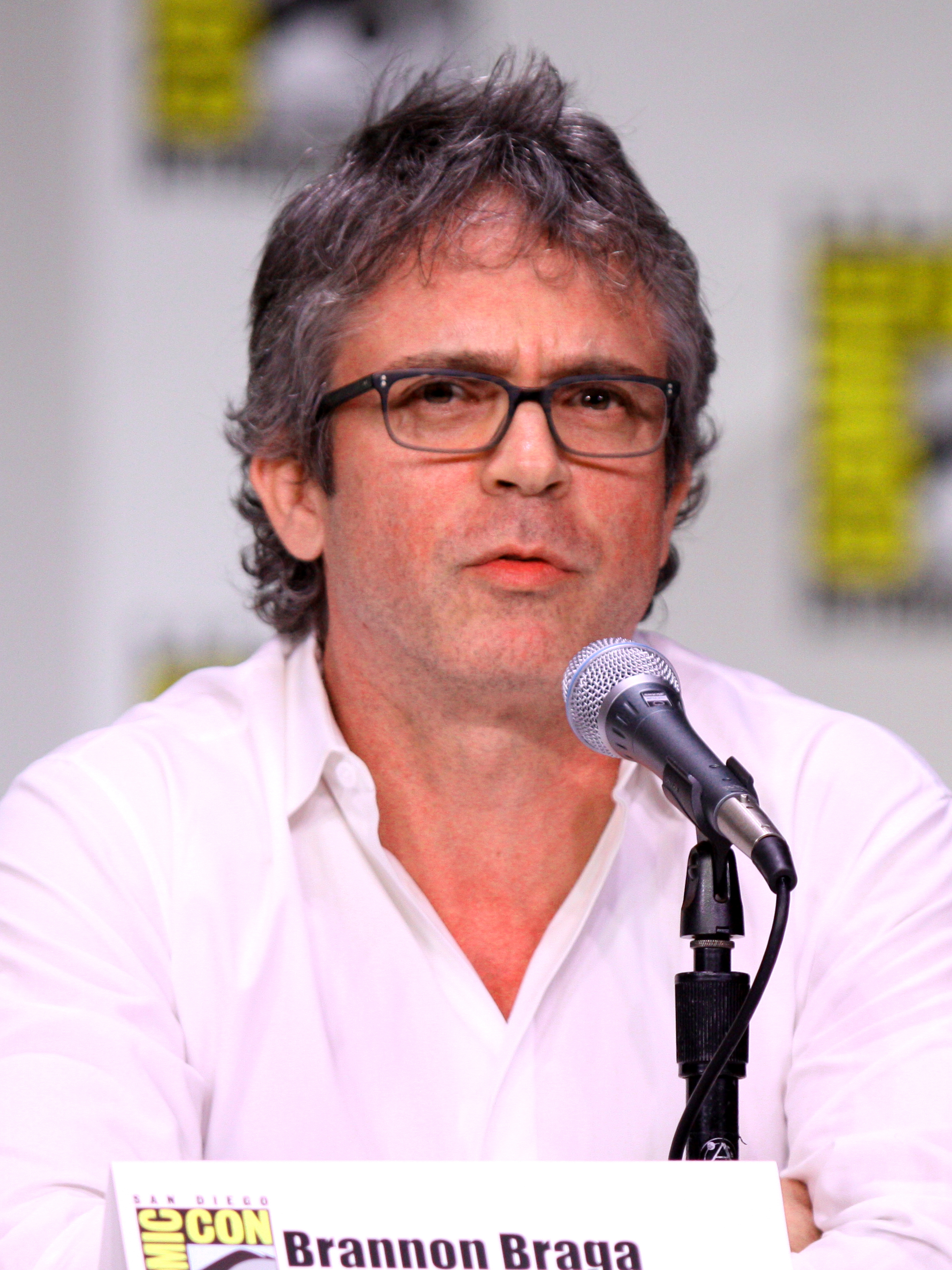
Brannon Braga el 2011

"Els 37's" va ser escrit per Jeri Taylor i Brannon Braga. Fou un dels quatre episodis de la segona temporada produïts durant la primera (els altres són "Projeccions", "Elògium" i "Recargolats"), "Els 37's" originalment estava pensat per completar la primera temporada de Voyager; UPN va endarrerir aquests episodis per començar la segona temporada de Voyager abans dels programes d'altres cadenes. Aquest retard va influir en moltes decisions sobre un episodi que va acabar sent ajornat a la segona temporada. Tots dos guionistes volien acabar la primera temporada mostrant les faccions de la Flota Estel·lar i els Maquis a bord de la nau unint-se com a tripulació, acceptant el seu llarg viatge de tornada a casa i "plorant menys per  tornar a casa". L'aterratge de "Voyager" també pretenia aprofitar l'últim episodi de la temporada com una oportunitat per impressionar realment el públic.
Braga volia que l'episodi es dividís en un episodi de dues parts pel que va anomenar "una gran quantitat de material", el que Kate Mulgrew descriuria més tard com "cada escena" que conté un monòleg. Ningú més a l'equip volia acabar la primera temporada amb un final en suspens, com hauria estat la primera meitat. Per tant, Braga la va condensar en un sol episodi i va admetre haver tingut dificultats amb la història, assenyalant tons dràsticament diferents en els tres primers actes en comparació amb els dos últims. Finalment, però, va quedar satisfet amb el resultat final i com la història va tornar a centrar-se en la tripulació de la "Voyager".
Les ciutats dels colons, que es descriuen a l'episodi com «[alguna cosa] de la qual estar orgullós», «increïbles» i impressionants, mai es van veure realment. Jeri Taylor va explicar que l'últim acte de l'episodi es va desenvolupar tard i, entre les consideracions pressupostàries i les restriccions de temps, va ser impossible realitzar-les. A diferència del coguionista Brannon Braga i el creador de la sèrie Michael Piller, que consideraven que no veure les ciutats era perjudicial per a l'episodi en general, Taylor no va pensar que el compromís fos "cap gran cosa".

## Producció
L'episodi va ser produït per Brannon Braga, Merri Howard i Peter Lauritson.

### Càsting
El càsting per a "The 37's" va ser realitzat per Junie Lowry-Johnson, C.S.A. i Ron Surma. Els convidats escollits per a l'episodi van ser John Rubinstein com a John Evansville, David Graf com a Fred Noonan, Mel Winkler com a Jack Hayes, James Saito com a Nogami, i Sharon Lawrence com a Amelia Earhart.

#### Sharon Lawrence

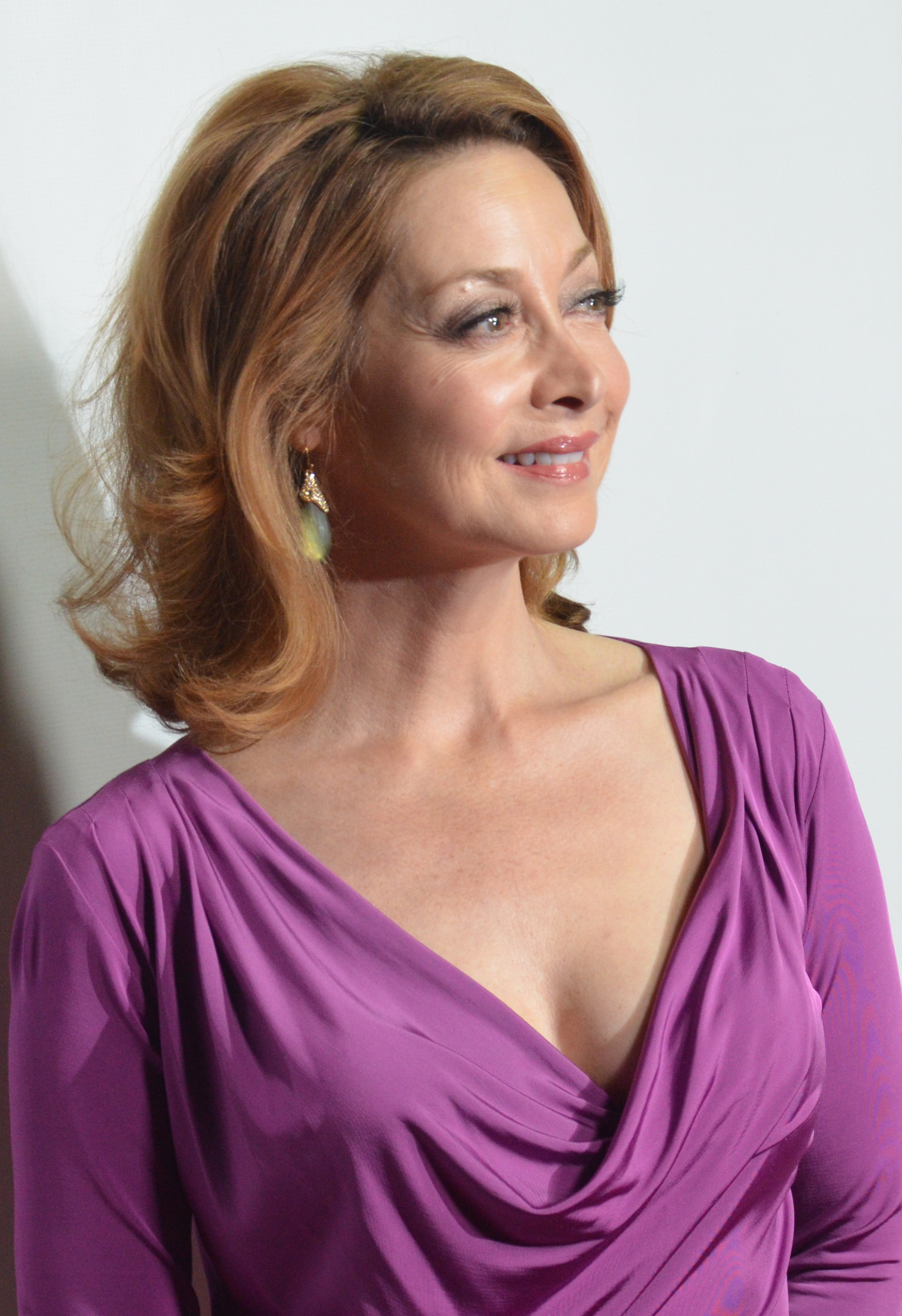
Sharon Lawrence el 2013

Lowry-Johnson estava familiaritzada amb l'estrella convidada Sharon Lawrence del seu treball conjunt a NYPD Blue. Lawrence va expressar més tard la creença que les qualitats de  el seu personatge de NYPD Blue ("algú que tenia... una fortalesa professional") va ser el que va assegurar-li el paper d'Amelia Earhart..
L'actriu estava emocionada d'interpretar una versió d'Earhart, i va dir que gaudia de les relacions professionals que tenen els papers com aquests, en contraposició als que presenten "relacions domèstiques o familiars". A "Els 37's", Lawrence es va sentir atreta per la relació que Earhart té amb Janeway: dues dones, dues pilots professionals que han arribat a grans altures en els seus camps escollits. No sols el personatge històric li va agradar, sinó que també es va delectar amb el gir "què passaria si", la història alternativa sobre el que va passar.
Lawrence va créixer veient Mulgrew com a Mary Ryan a la telenovel·la Ryan's Hope. Com que Lawrence provenia d'una família on les dones sovint es convertien en mestresses de casa, Mary Ryan era un personatge "exòtic" —amb la seva carrera i vida a la ciutat de Nova York— que va servir d'inspiració. Al rodatge de Star Trek: Voyager, les dues actrius van parlar sovint sobre les seves carreres, els seus antecedents en el teatre i les dificultats per equilibrar les necessitats de la llar i les professionals. Lawrence va sentir que la seva relació amb Mulgrew va influir en la relació entre els seus personatges a la pantalla. Mulgrew va elogiar l'actuació de Lawrence a "Els 37's", dient que "[ella] realment va fer un paper fantàstic".
Lawrence va elogiar la professionalitat de tot el repartiment i la seva capacitat per fer front a la "gran quantitat de text pràcticament sense referència que tenen sobre Star Trek".

### Aterratge de l'USSVoyager

#### Antecedents
A lStar Trek original, per evitar els enormes costos d'aterrar l'Enterprise cada setmana, Gene Roddenberry va inventar el transportador per portar la tripulació als planetes i tornar-ne de forma econòmica i ràpida.  A Star Trek: Voyager, el concepte d'aterrar la Voyager es va considerar des del principi com una manera de diferenciar la nova sèrie de les que l'han precedit. El coguionista de l'episodi, Brannon Braga, va explicar que des del principi es va entendre que la nau podia aterrar.

#### Efectes
"Els 37's" és la primera vegada al cànon de Star Trek que una nau estel·lar de la Flota Estel·lar aterra a la superfície d'un planeta sense un aterratge forçós. Això es va aconseguir amb una combinació d'imatges generades per ordinador (CGI) i model físic. Les vistes des de dalt de la nau mentre descendia eren CGI perquè permetien que la nau descendís "fins a un punt exacte virtual".
La descripció inicial de la nau descrivia la seva capacitat d'aterratge, de manera que es van incloure quatre petites escotilles al buc ventral tant a la miniatura com a la maqueta de la nau. Tanmateix, les potes que havien de sortir d'aquestes escotilles encara no havien estat dissenyades per "Els 37's". En els 4 metres permesos pel disseny de la nau, Rick Sternbach va tenir dificultats per dissenyar "un conjunt articulat de potes i coixinets" que es despleguessin i suportessin algunes de les 750.000 tones de la nau.
Preses dels "puntals d'aterratge" desplegats eren CGI perquè no hi havia versions motoritzades instal·lades al model físic; el productor d'efectes visuals Dan Curry va dir més tard que instal·lar aquests elements motoritzats al model d’1,5 metres era impossible a causa de la mida. Per filmar el Voyager aterrat, es van fer peus en miniatura; tanmateix, com que els productors van considerar que els peus semblaven de mida inadequada per a la resta de la nau, van ser parcialment ocultats pel paisatge en postproducció.
Les escenes amb la nau desembarcada es van rodar a Bronson Canyon. Abans del rodatge, els plans es van traçar amb una maqueta de polistirol, "una Voyager amb nucli d'escuma per a l'escala i la perspectiva". Com que el canyó no podia proporcionar prou espai per mostrar tota la nau desembarcada, la Voyager va aterrar amb la part davantera de la nau visible fora de la boca del canyó sobre un fons de matte painting. El supervisor d'efectes visuals Ronald B. Moore va admetre més tard que la composta «Voyager» al canyó era massa petita respecte a la ubicació del rodatge, tot i que sense cap referència visible per al públic, i mantenint el repartiment entre la nau i la càmera, no era obvi per a ningú excepte per a l'equip d'efectes visuals.

## Recepció
«Els 37's» es va emetre per primera vegada als Estats Units a UPN el 28 d'agost de 1995. Va rebre una qualificació Nielsen del 7,5%, cosa que significa que va ser vista pel 7,5% de tots els que miraven la televisió en el moment de l'emissió. Va ser l'episodi més vist de la temporada, rebent les audiències més altes des de l'episodi de la primera temporada "El judici d'en Paris".
Més tard, Kate Mulgrew va recordar que "li encantava rodar cada segon de 'Els 37's'"; va elogiar especialment el guió, Sharon Lawrence com a Amelia Earhart i el director James L. Conway. Tim Russ (Tuvok) va elogiar l'episodi com un bon exemple de ciència-ficció i va dir que desitjava veure més episodis d'aquest tipus. Braga va considerar que "Els 37's" tenia molts elements divertits i interessants, com ara conèixer Earhart i desembarcar la nau, però que l'episodi va fracassar després de conèixer els colons i no veure mai les seves ciutats al planeta. El cocreador de "Star Trek: Voyager", Michael Piller, va descriure la premissa de l'episodi com a cursi, comparant-la amb el "vell Star Trek"; en canvi, Piller va elogiar l'aterratge de la nau com a "força asombrosa". El cocreador de la sèrie Rick Berman va descriure "Els 37's" com "un gran episodi".
Dale Kutzera de Cinefantastique va considerar que "Els 37's" tenia massa idees dispars amuntegades en un sol episodi. Concretament, segons ell, Amelia Earhart no tenia gaire sentit com a subjecte de la idolatrització de Janeway (en comparació amb Capità Kirk i Abraham Lincoln a l'episodi "La cortina salvatge" de La sèrie original), i es va queixar que pràcticament desapareix de la segona meitat de l'episodi. Kutzera també va assenyalar les lloades ciutats invisibles. Va atorgar a "Els 37's" dues de quatre estrelles. Al llibre de Frank Garcia i Mark Phillips Science Fiction Television Series, 1990–2004, "Els 37's" va ser específicament criticat per ser artificiós, assenyalant l'aparició no sols d'"una camioneta Ford de 1936 amb aspecte fals... sinó també de l'aviadora perduda fa temps Amelia Earhart".  Al seu llibre Delta Quadrant: The unofficial guide to Voyager, David McIntee va descriure l'actuació de "Els 37's" com a digna de veure, i va sentir que l'episodi es va redimir per les petites vinyetes com la discussió d'Earhart i Janeway, o Harry Kim (Garrett Wang) i B'Elanna Torres (Roxann Dawson) debatent si abandonar la nau. Va donar a l'episodi una qualificació de 6/10. Tot i que David Greven, al seu llibre Gender and Sexuality in Star Trek, també va descriure la trama com a cursi, va sentir que l'episodi contenia "una poderosa narrativa feminista d'aspiració i audàcia femenines compartides".